# Periboeum piliferum
Periboeum piliferum là một loài bọ cánh cứng trong họ Cerambycidae.